# 스피드스케이팅 남자 500m 대한민국 기록 추이
스피드 스케이팅 대한민국 기록은 대한 빙상 경기 연맹이 공인하고 관리한다.
다음은 남자 500m 대한민국 기록 추이이다.
| # | 시간    | 차이      | 선수     | 소속       | 날짜          | 대회명                                              | 장소                          | 경기장                | 주석 및 기타      | 동영상 |
|   | 43초 6  | -         | 최용진   |            | 1938.         | 일본명치신궁대회                                    | 일본 요해                     |                       | [ 1 ]             |        |
|   | 43초 5  | -         | 장영     |            | 1956. 01. 28  | 제17회 동계 올림픽                                  | 이탈리아 코르티나담페초       | Pista Fiames          | 29위.             |        |
|   | 42초 0  | -         | 정충구   | 육군       | 1968. 11      | 관동 선수권 대회                                    | 일본                          |                       | [ 4 ]             |        |
|   | 41초 80 | -         | 정충구   | 육군       | 1971. 12. 17  | 제7회 고 빙상인 추모 경기 대회                      | 대한민국 서울                 | 태릉 국제 아이스 링크 | 종전 41초 90      |        |
|   | 41초 65 | - 0.15초  | 정충구   | 육군       | 1971. 12. 23  | 제7회 전국 남녀 종목별 스피드 스케이팅 대회         | 대한민국 서울                 | 태릉 국제 아이스 링크 | [ 6 ]             |        |
|   | 41초 10 | - 0.55초  | 정충구   | 육군       | 1972. 01. 03  | 삿포로 동계 올림픽 출전 스피드 스케이팅 최종 선발전 | 대한민국 서울                 | 태릉 국제 스케이트장  | [ 7 ]             |        |
|   | 40초 80 | - 0.30초  | 정충구   | 육군       | 1972. 01. 12  | 전국체전                                            | 대한민국 서울                 | 태릉 아이스 링크      | [ 8 ]             |        |
|   | 40초 5  | - 0.3초   | 정재원   | 경희대     | 1975. 01. 31  | 제1회 스피드 스케이팅 스프린트 선수권 대회          | 대한민국 서울                 | 태릉 국제 스케이트장  | [ 9 ]             |        |
|   | 40초 45 | - 0.05초  | 이영하   | 경희대     | 1976. 01. 23  | 국제 빙상 대회                                      | 이탈리아 Madonna di Campiglio | Pista Olimpica        | [ 10 ]            |        |
|   | 40초 22 | - 0.23초  | 이영하   | 경희대     | 1976. 01. 24  | 국제 빙상 대회                                      | 이탈리아 Madonna di Campiglio | Pista Olimpica        | [ 10 ]            |        |
|   | 39초 77 | - 0.45초  | 이영하   | 경희대     | 1978. 01. 06  | 우수 선수 2차 공인 기록회                           | 대한민국 서울                 | 태릉 국제 스케이트장  | [ 11 ]            |        |
|   | 39초 71 | - 0.06초  | 이영하   | 대우       | 1978. 02. 12  | 세계 스피드 스케이팅 선수권 대회                    | 미국 레이크플래시드           |                       | 2차 레이스 13위.  |        |
|   | 39초 57 | - 0.14초  | 이영하   | 경희대     | 1976. 01. 23  | 우수 선수 공인 기록회                               | 대한민국 서울                 | 태릉 국제 스케이트장  | [ 13 ]            |        |
|   | 39초 23 | - 0.34초  | 이영하   | 경희대     | 1979. 01. 24  | 전국체전                                            | 대한민국 서울                 | 태릉 국제 스케이트장  | [ 14 ]            |        |
|   | 39초 12 | - 0.11초  | 이영하   | 경희대     | 1979. 02. 11  | 세계 스피드 스케이팅 선수권 대회                    | 노르웨이 오슬로               | Bislett Stadion       | 3위               |        |
|   | 39초 00 | - 0.12초  | 이영하   | 경희대     | 1979. 12. 17  | 겨울 올림픽 빙상 대표 선수 1차 선발전               | 대한민국 서울                 | 태릉 국제 스케이트장  | [ 16 ]            |        |
|   | 38초 99 | - 0.01초  | 이영하   | 경희대     | 1981. 01. 28  | 전국체전                                            | 대한민국 서울                 | 태릉 국제 스케이트장  | [ 17 ]            |        |
|   | 38초 86 | - 0.13초  | 이영하   | 대우       | 1981. 12. 30  | 제8회 전국 남녀 빙상 스프린트 선수권 대회           | 대한민국 서울                 | 태릉 국제 스케이트장  | [ 18 ]            |        |
|   | 38초 40 | - 0.46초  | 이영하   | 대우       | 1982. 12. 29  | 제9회 전국 남녀 스프린트 선수권 대회                | 대한민국 서울                 | 태릉 국제 스케이트장  | PB                |        |
|   | 38초 24 | - 0.16초  | 나윤수   | 단국대     | 1986. 02. 13  | 전국 남녀 학생 종별 종합 빙상 대회                  | 대한민국 서울                 | 태릉 국제 스케이트장  | 번외 경기, PB     |        |
|   | 37초 91 | - 0.33초  | 배기태   | 단국대     | 1986. 12. 13* | 국제친선스프린트대회*                               | 서독 인첼                     |                       | [ 21 ]            |        |
|   | 37초 47 | - 0.44초  | 배기태   |            | 1987. 02. 07* | 국제남자스피드스케이팅대회*                         | 서독 인첼                     |                       | 1위               |        |
|   | 37초 04 | -         | 배기태   | 단국대     | 1987. 02. 14  | 세계 올라운드 스피드 스케이팅 선수권 대회           | 네덜란드 헤이렌베인           | 티알프                | 1위               |        |
|   | 36초 97 | - 0.07초  | 배기태   | 단국대     | 1987. 12. 04  | 1987-88 스피드 스케이팅 월드컵                      | 캐나다 캘거리                 | 올림픽 오벌           | 1차 레이스 1위.   |        |
|   | 36초 90 | - 0.07초  | 배기태   | 단국대     | 1988. 02. 15* | 동계 올림픽                                         | 캐나다 캘거리                 | 올림픽 오벌           | 5위               |        |
|   | 36초 89 | - 0.01초  | 배기태   | 단국대     | 1988. 03. 05  | 세계 올라운드 스피드 스케이팅 선수권 대회           | 소련 알마아타                 | 메데오 링크           | 1위 PB            |        |
|   | 36초 73 | - 0.16초  | 김윤만   | 고려대     | 1993. 03. 14  | 1992-93 스피드 스케이팅 월드컵                      | 네덜란드 헤이렌베인           | 티알프                | 2차 레이스 3위    |        |
|   | 36초 27 | - 0.46초  | 김윤만   | 고려대     | 1993. 12. 05* | 스피드 스케이팅 월드컵/둘째날                       | 노르웨이 하마르               |                       | 2차 레이스 3위    |        |
|   | 36초 10 | - 0.17초  | 김윤만   |            | 1995. 02. 11  | 1994-95 스피드 스케이팅 월드컵                      | 캐나다 캘거리                 | 올림픽 오벌           | 1차 레이스 2위    |        |
|   | 35초 91 | - 0.19초  | 제갈성렬 | 상무       | 1996. 03. 01  | 1995-96 스피드 스케이팅 월드컵                      | 캐나다 캘거리                 | 올림픽 오벌           | 1차 레이스        |        |
|   | 35초 86 | - 0.05초  | 제갈성렬 | 상무       | 1997. 01. 03  | 1996-97 스피드 스케이팅 월드컵                      | 캐나다 캘거리                 | 올림픽 오벌           | 3위. 종전 35초 91 |        |
|   | 35초 74 |           | 최재봉   | 단국대학교 | 1998. 11.     | 국제 초청 대회                                      | 캐나다 캘거리                 | 올림픽 오벌           |                   |        |
|   | 35초 32 | - 0.42초  | 최재봉   | 단국대학교 | 2000. 01. 29  | 1999-00 스피드 스케이팅 월드컵                      | 캐나다 캘거리                 | 올림픽 오벌           | 1차 레이스 7위    |        |
|   | 35초 31 | - 0.01초  | 최재봉   | 단국대학교 | 2000.11. 12 * | 올림픽 오발 스피드스케이팅                          | 캐나다 캘거리                 | 올림픽 오벌           | 1위               |        |
|   | 35초 29 | - 0.02초  | 최재봉   | 단국대학교 | 2000.11.19    |                                                     | 캐나다 캘거리                 | 올림픽 오벌           |                   |        |
|   | 34초 84 | - 0.45초  | 이규혁   | 고려대학교 | 2001. 03. 03  | 2000-01 스피드 스케이팅 월드컵                      | 캐나다 캘거리                 | 올림픽 오벌           | 1차 레이스 2위    |        |
|   | 34초 74 | - 0.10초  | 이규혁   | 춘천시청   | 2002. 02. 11  | 제19회 동계 올림픽                                  | 미국 솔트레이크시티           | 유타 올림픽 오벌      | [ 29 ]            |        |
|   | 34초 58 | - 0.16초  | 이강석   |            | 2005. 11. 19  | 2005-06 스피드 스케이팅 월드컵                      | 미국 솔트레이크시티           | 유타 올림픽 오벌      | 1차 레이스 2위    |        |
|   | 34초 55 | - 0.03초  | 이강석   |            | 2005. 11. 20  | 2005-06 스피드 스케이팅 월드컵                      | 미국 솔트레이크시티           | 유타 올림픽 오벌      | 2차 레이스 2위.   |        |
|   | 34초 43 | - 01.12초 | 이강석   |            | 2007. 03. 03  | 2006-07 스피드 스케이팅 월드컵                      | 캐나다 캘거리                 | 올림픽 오벌           | 2차 레이스 2위    |        |
|   | 34초 25 | - 0.18초  | 이강석   |            | 2007. 03. 09  | 2007년 세계종별선수권대회 (2차 레이스)              | 미국 솔트레이크시티           | 유타 올림픽 오벌      |                   |        |
|   | 34초 20 | - 0.05초  | 이강석   | 서울시청   | 2007. 11. 09  | 2007-08 스피드 스케이팅 월드컵                      | 미국 솔트레이크시티           | 유타 올림픽 오벌      | 1차 레이스 2위    |        |
|   | 34초 03 | 0.17초    | 차민규   |            | 2019.03.11    | 2018-19 스피드 스케이팅 월드컵                      | 미국 솔트레이크시티           | 유타 올림픽 오벌      | 2위               |        |

## 같이 보기
- 스피드 스케이팅 남자 500m 세계 기록 추이
- 스피드 스케이팅 여자 500m 세계 기록 추이

- 스피드 스케이팅 여자 500m 대한민국 기록 추이